# Komae
Komae (狛江市, Komae-shi) est une ville du Japon située dans la métropole de Tokyo.

## Étymologie
Le nom de "Komae" trouverait son origine du mot "koma", en référence aux nombreux migrants coréens qui vinrent s'installer dans la péninsule, il y a près de 1000 ans.

## Géographie

### Situation
La ville de Komae est située sur les rives du fleuve Tama, à l'extrémité sud-est des collines de Tama à Tokyo.

### Municipalités limitrophes
| Chōfu    | Chōfu    | Chōfu    |
| Chōfu    | Komae    | Setagaya |
| Kawasaki | Kawasaki | Setagaya |

## Démographie
La population de la ville est estimée à 78 368 habitants pour une superficie de 6,39 km2 en 2006. En avril 2025, la population était de 82 169 habitants.

## Histoire
La région de l'actuelle Komae faisait partie de l'ancienne province de Musashi.
Le découpage administratif actuel de la municipalité a été réalité en 1889. À l'origine intégrée au district de Minamitama de la préfecture de Kanagawa, elle fut transférée au sein préfecture de Tokyo en 1893. La plus grande partie de l'urbanisation de Komae s'est réalisé dans les années 1960 et 70. Komae obtient le statut de bourg en 1952, puis de ville le 1er octobre 1970.

## Transports
Komae est desservie par la ligne Odawara de compagnie Odakyū.

## Symboles municipaux
Les symboles de Komae sont le ginkgo biloba et l'azalée.